# Sibylle Engel
Eva Sibylle Engel geb. Busch (* 6. Mai 1920 in Hamburg; †  20. Oktober 2011) war eine hessische Politikerin (FDP) und Vizepräsidentin des Hessischen Landtags sowie Bundestagsabgeordnete.

## Ausbildung und Beruf
Sibylle Engel studierte nach dem Abschluss des Realgymnasiums 1938 Literaturwissenschaft, Kunstgeschichte, Musik und Soziologie und promovierte 1944 an der Universität Prag. Bis 1949 nahm sie einen Lehrauftrag an der Universität Hamburg wahr. Anschließend arbeitete sie als freie Mitarbeiterin bei verschiedenen Presse- und Rundfunkunternehmen.
Sibylle Engel war zweimal verheiratet und hatte drei Kinder.

## Politik
Sibylle Engel trat 1969 der FDP bei und wurde am 1. Dezember 1970 in den Landtag gewählt. Das Mandat hatte sie bis zum 30. November 1978 und erneut vom 15. Dezember 1978 bis zum 26. Juni 1981 inne. Vom 3. Dezember 1974 bis zum 28. Juni 1976 und vom 31. Januar 1979 bis zu ihrem Ausscheiden am 26. Juni 1981 war sie Vizepräsidentin des Landtags.
1979 war sie Mitglied der Bundesversammlung.
Vom 26. Juni 1981 bis zum 9. März 1983 war sie Mitglied des Deutschen Bundestages.

## Ehrungen
- 1979: Verdienstkreuz 1. Klasse der Bundesrepublik Deutschland
- 1986: Wilhelm-Leuschner-Medaille[2]